# 三突无栉蟹
三突无栉蟹（学名：Leipocten trigranulum）为沙蟹科无栉蟹属的动物。在中国大陆，分布于广西、海南岛等地，生活环境为海水，常生活于潮间带腐蚀性蜂窝状的沙石中。